# وندی ریچارد
 وندی ریچارد (انگلیسی: Wendy Richard؛ ۲۰ ژوئیهٔ ۱۹۴۳ – ۲۶ فوریهٔ ۲۰۰۹) یک هنرپیشه بود. وی بین سال‌های ۱۹۶۰ تا ۲۰۰۹ میلادی فعالیت می‌کرد.